# Juillet 2009 en Afrique
Cet article présente les faits marquants du mois de juillet 2009 en Afrique.

## Mercredi1erjuillet 2009
Une vingtaine de grands groupes allemands vont créer un consortium baptisé Desertec en vue de développer au Sahara le plus vaste champ de panneaux photovoltaïques de la planète dans le cadre du plus ambitieux programme de production d'énergie verte jamais imaginé en 	 transformant le soleil qui inonde les sables du Sahara en électricité. Les experts estiment à 400 milliards d'euros, l'équivalent d'une centaine de centrales nucléaires de nouvelle génération, le montant des investissements nécessaires sur une période de quarante ans. 350 milliards d'euros seraient investis dans de méga-installations solaires et 50 autres dans la construction d'un réseau haute tension reliant l'Afrique au continent européen. Le Sahara pourrait ainsi produire d'ici 15 ans environ 15 % de l'énergie consommée en Europe.

## Vendredi3 juillet 2009
Les dirigeants africains sont parvenus cette nuit à Syrte (Libye) à un compromis pour créer une « Autorité » commune afin de « coordonner  » les politiques de défense et les relations internationales, mais sans les pouvoirs étendus souhaités par Mouammar Kadhafi. Cette nouvelle « Autorité de l'Union africaine », devrait remplacer la Commission de l'UA. Pour entrer en vigueur, la création de l'Autorité devra être ratifiée par les Parlements des 53 membres de l'UA. Selon le document adopté par le sommet de Syrte, elle sera entre autres chargée de « coordonner les positions des États membres de l'Union africaine lors des négociations internationales ». Elle pourra aussi « parler au nom » de toute l'UA « au sein des organismes internationaux, notamment dans le domaine de la politique extérieure, sur mandat des États membres ».

## Dimanche5 juillet 2009
Le chef du gouvernement italien, Silvio Berlusconi, admet « ne pas avoir tenu ses promesses » en ce qui concerne l'aide à l'Afrique : « Je regrette de ne pas avoir tenu les promesses […] Nous nous sommes fait prendre par tout ce qui nous est tombé dessus. La crise, le tremblement de terre. Nous avons aussi une situation de fort conflit avec l'opposition, des juges qui attaquent […] Nous avons commis une erreur […] quand on prend un engagement, il faut le tenir. Nous sommes en retard et ce retard, il faut le combler ». L'Italie n'a pour l'instant accordé que 3 % de l'aide promise à l'Afrique lors du sommet du G8 de Gleneagles, en Écosse, en 2005. Le chanteur de rock et militant irlandais Bob Geldof a lancé samedi cette accusation contre l'Italie, hôte la semaine prochaine du sommet du G8 à L'Aquila, affirmant que « la crédibilité » de Silvio Berlusconi « est en jeu ».

## Mercredi8 juillet 2009
Carla Bruni-Sarkozy appelle les dirigeants du G8 à conserver leur soutien aux programmes de santé en Afrique, soulignant que d'importants progrès avaient été réalisés depuis l'engagement pris par le G8 en 2001 d'un effort multilatéral contre le sida, la tuberculose et le paludisme : « Cette révolution commence à transformer l'Afrique, cependant la plupart des progrès réalisés dans la réduction de la pauvreté au cours des décennies passées est menacée par les effets de la crise économique mondiale […] les investissements en matière de santé réduisent les inégalités cependant, et dans une période de difficultés économiques, ils sont plus importants que jamais pour préserver la stabilité sociale ».
Le président français Nicolas Sarkozy assure que la France tiendrait ses engagements d'aide à l'Afrique malgré la crise économique et que la France verserait 1,5 milliard d'euros d'ici 2011 pour l'aide alimentaires aux pays pauvres.

## Jeudi9 juillet 2009
Plus d'un millier d'altermondialistes venus d'Afrique et d'ailleurs participe à Bandiagara (nord du Mali) au sommet des pauvres, organisé en parallèle à la réunion du G8 en Italie, pour demander une « juste répartition des richesses ». Selon la présidente du sommet, Barry Aminata Touré : « Il est maintenant temps que le Nord prenne conscience de la nécessité d'aider les pays pauvres. Ce n'est même pas une aide que nous demandons. Nous voulons une juste répartition des richesses, c'est tout ». Plusieurs participants ont insisté sur la nécessité pour le Nord de revoir « positivement » son attitude sur le dossier des migrations, estimant anormal le durcissement des « conditions d'entrée en France ». Plusieurs manifestations sont prévues, dont une « Conférence populaire paysanne » et un « Marché des peuples » proposant des produits africains pour encourager les Africains à « consommer local ».
Le G8 et les grands pays émergents assurent qu'ils veulent conclure les négociations en 2010 avec le continent africain dans le cadre du cycle de Doha sur la libéralisation du commerce mondial. Les économies africaines, très tournées vers les exportations, sont fortement fragilisées par la crise économique mondiale. Selon le Fonds Monétaire International, la croissance de l'Afrique sub-saharienne devrait chuter à 1,5 % en 2009, après 5,5 % en 2008.

## Vendredi10 juillet 2009
Le président égyptien Hosni Moubarak demande aux dirigeants des pays riches du G8 de geler provisoirement les dettes des pays africains touchés par la crise économique et de ne pas se laisser tenter par le protectionnisme, lors du sommet G8 de L'Aquila (Italie). Il demande aussi aux pays riches de « fournir des crédits aux pays du continent à des conditions préférentielles », d'« explorer les moyens pour compenser le déficit prévu dans le financement du développement résultant de la crise actuelle de l'économie mondiale » et de « garantir que les plans de soutien à l'économie des grands pays industrialisés n'entraînent pas un développement des politiques protectionnistes et n'accroissent pas le déséquilibre du système commercial international ».
Les dirigeants des pays du G8 et de pays africains (Algérie, Angola, Égypte, Éthiopie, Libye, Nigeria, Sénégal, Afrique du Sud et Union africaine) invités au sommet de L'Aquila annoncent le renforcement de leur partenariat pour améliorer l'accès à l'eau sur le continent africain. Ils se disent « préoccupés par la pénurie croissante des ressources en eau et par le manque dramatique d'un accès durable à l'eau et aux systèmes sanitaires dans de nombreux pays africains », cette situation est un « des obstacles majeurs au développement durable, à la création de richesse et à l'éradication de la pauvreté » sur le continent. Les pays du G8 aideront notamment les pays africains à construire des infrastructures pour améliorer l'accès à l'eau. Ils s'engagent aussi à « améliorer la coordination » avec les donneurs pour que l'aide soit plus efficace et à faire en sorte que l'aide « reflète mieux les priorités nationales ». Les pays du G8 et les pays africains indiquent qu'ils vont continuer « à travailler pour consolider cette coopération en vue de présenter un partenariat renforcé G8-Afrique d'ici la fin de 2009 » et profiteront de la semaine africaine de l'Eau qui doit se tenir en novembre en Afrique du Sud pour avancer sur le sujet.

## Vendredi31 juillet 2009
Le Service de transport aérien d'aide humanitaire de l'ONU (UNHAS), confronté à une baisse dramatique de ses ressources, va devoir réduire voire cesser totalement, l'acheminement de l'aide en Afrique de l'Ouest, notamment au Tchad pour les réfugiés du Darfour, « s'il n'y a pas de nouvelles donations », « chaque mois, l'UNHAS transporte sur le terrain en moyenne 4 000 travailleurs humanitaires de 60 organisations ». L'UNHAS au Tchad a besoin de 6,8 millions de dollars pour pouvoir assurer ses activités jusqu'à la fin 2009.